# Wolfgang Neff
Wolfgang Neff, född 8 september 1875 i Prag, Böhmen, död efter november 1936, var en österrikisk skådespelare och regissör.
Neff scendebuterade i Lüneburg 1903. År 1910 kom han till Berlin, där han från 1911 verkade som regissör vid Friedrich-Wilhelmstädtische Schauspielhaus. Han spelade även titelroller i bland annat Kung Lear och Macbeth.
År 1913 debuterade Neff som filmskådespelare och från 1920 var han uteslutande verksam som filmregissör. Han gjorde filmer av alla slag, däribland flera romantikfilmer och komedier med manus av manusförfattaren Jane Beß. Hans film Der Todesweg auf die Bernina (1931) blev den sista tyska stumfilmen. Under ljudfilmseran regisserade han inga fler spelfilmer, men var fortfarande anställd i Berlin och producerade där dokumentärer fram till 1936. Han återvände sedan till sin hemstad Prag.

## Filmografi i urval
- 1920 – Nat Pinkerton im Kampf
- 1921 – Die verschwundene Million
- 1921 – Das Achtgroschenmädel, Teil 1
- 1926 – Herbstmanöver
- 1926 – Wie bleibe ich jung und schön - Ehegeheimnisse
- 1927 – Deutsche Frauen – Deutsche Treue
- 1927 – Der Kavalier vom Wedding
- 1927 – Zirkus Renz
- 1927 – Die Lorelei
- 1927 – Ich war zu Heidelberg Student
- 1927 – Die Hafenbraut
- 1927 – Das Mädchen aus Frisco
- 1927 – Wien, Wien - Nur du allein
- 1928 – Wer das Scheiden hat erfunden
- 1928 – Das Hannerl von Rolandsbogen
- 1929 – Morgenröte
- 1930 – Sturm auf drei Herzen
- 1930 – Ratten der Grosstadt